# 石金银
石金银（1912年—1979年），湖南花垣人。苗族。中华人民共和国画家、刺绣家。

## 生平
幼年随母及邻里妇女学习刺绣，后拜苗绣名师学艺，在实践中逐步形成自己的独特风格，创造出大量富有生活气息和民族情趣的刺绣作品，成为苗族刺绣大师。其刺绣手法新颖、设计讲究、风格独特，生活气息和民族情趣浓郁，极富观赏价值。1952年，刺绣三褶式苗族盛装，在北京展出受到好评，被民族文化宫珍藏。